# Peter Paul Perwanger
Peter Paul Perwanger (* um 1688 in Imst; † 16. Juni 1754 in Salzburg) war ein österreichischer Barockmaler.

## Leben
Perwanger verbrachte Zeit in Italien und wurde 1713 Geselle beim Maler Balthasar Böckl in Salzburg. 1717 heiratete er dessen Tochter Franziska und wurde Bürger in Salzburg. Er war als Maler, Fassmaler und Zeichner für Kupferstiche tätig und schuf insbesondere Altarbilder und Porträts, unter anderem von Salzburger Erzbischöfen. In seinem Werk zeigt sich der Einfluss Jacob Zanusis.

## Werke

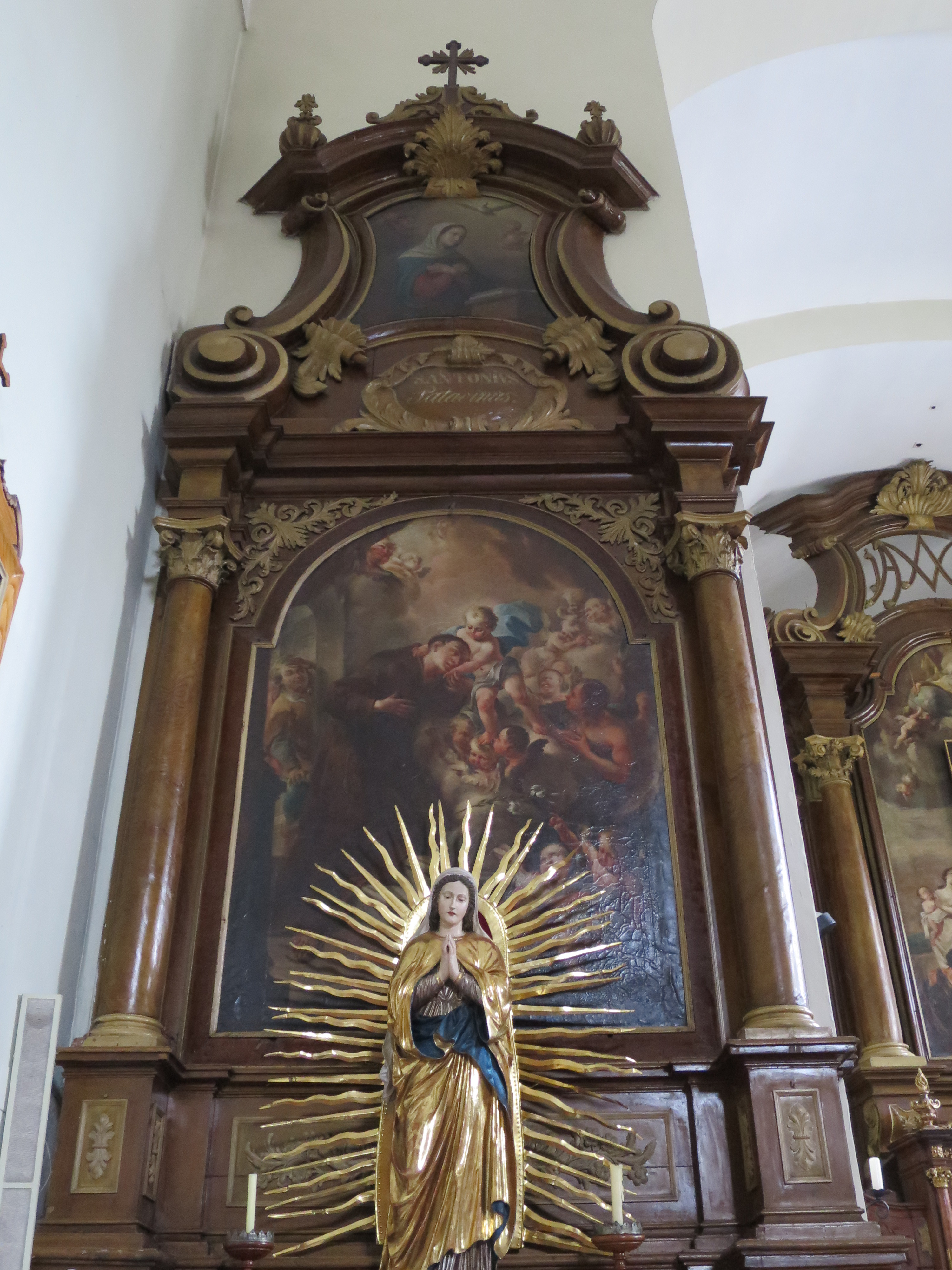
Seitenaltarbild hl. Antonius von Padua, Kapuzinerkirche Radstadt

- Altarbild hl. Anna, Annakapelle, Altenmarkt im Pongau, 1735
- Kreuzwegstationen und Bilder an der Empore, Pfarrkirche Köstendorf, 1735
- Seitenaltarbild Die sieben Zufluchten, Stiftskirche Nonnberg, Salzburg, 1741
- Seitenaltarbild hl. Josef, Pfarrkirche St. Georgen bei Salzburg, 1746
- Seitenaltarbild hl. Antonius von Padua, Kapuzinerkirche Radstadt, um 1750
- Altarbild hl. Leonhard, Pfarrkirche Großgmain, um 1750